# Yuriy Vasilyevich Tuzov
Yuriy Tuzov (tiếng Nga: Юрий Васильевич Тузо́в) (26 tháng 5 năm 1953 - 15 tháng 12 năm 2020) là một diễn viên Nga-Xô viết.

## Tiểu sử
Tuzov sinh ra ở Novoalexandrovsk, gần Stavropol. Năm 1957, gia đình ông chuyển đến Dzerzhinsk ở Nizhny Novgorod. Sau đó ông sống một thời gian ở Krutoy Maidan, nơi cha anh lãnh đạo một tổ chức chính trị. Năm 1977, ông tốt nghiệp Học viện Văn học Maxim Gorky. Việc học của ông bị gián đoạn do phục vụ trong Lực lượng vũ trang Liên Xô. Năm 1988, ông tốt nghiệp Học viện Nghệ thuật Biểu diễn Nhà nước Nga. Sau đó, ông làm việc cho Nhà hát Tuổi trẻ Saratov Academic Kiselev trước khi có một sự nghiệp diễn xuất thành công và lâu dài.
Tuzov qua đời vào ngày 15 tháng 12 năm 2020 ở tuổi 67 tại Mytishchi.

## Sự nghiệp
- Battle of Moscow (1985)
- Infinitas (1991)
- The Ghost (2008)
- Hot Ice (2008)
- Happy Together (2008)
- Wedding Ring (2008–2012)
- The House of the Sun (2010)
- Two Fathers, Two Sons (2013–2017)
- Trace (2020)[3]